# زبيدي (سمك)
زبيدي أو السُّرْبُوخة (الاسم العلمي: Stromateus) هو جنس من الأسماك يتبع فصيلة الأسماك الزبيدية من رتبة الفرخيات.

## أنواع سمك الزبيدي
- زبيدي برازيلي
- زبيدي أزرق
- زبيدي نجمي